# Zentraler Omnibusbahnhof Greifswald
Der Zentrale Omnibusbahnhof Greifswald (ZOB), auch Busbahnhof Greifswald ist der zentrale Busbahnhof der vorpommerschen Stadt Greifswald. Er befindet sich direkt am Hauptbahnhof, parallel zur Bahnstrecke Stralsund–Berlin.

## Geschichte

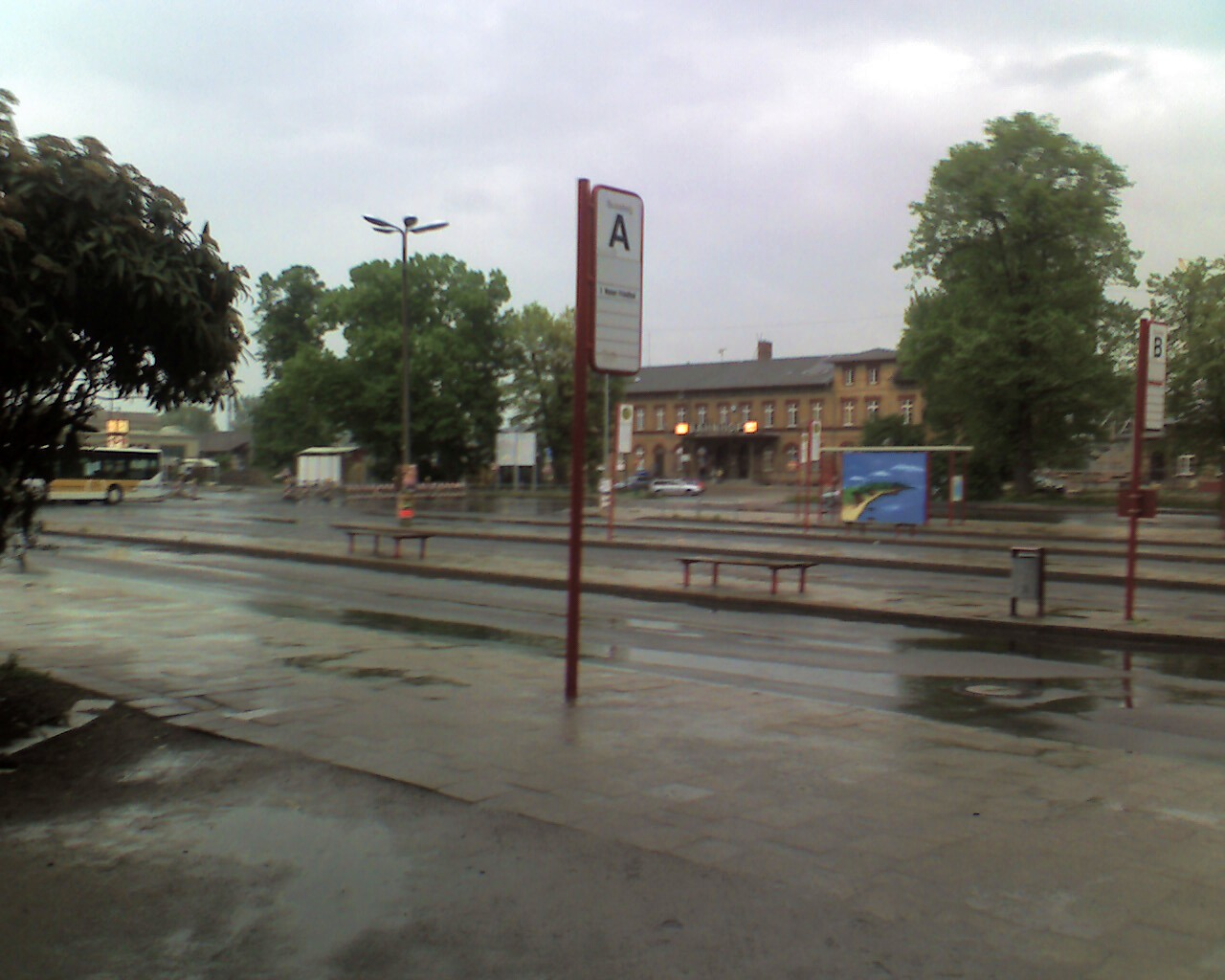
Alter Busbahnhof im Jahr 2006

Der alte Busbahnhof befand sich gegenüber dem Bahnhof, auf der anderen Seite der Bahnhofsstraße. Der erste Busbahnhof gegenüber dem Bahnhof stammte aus den 1970er Jahren. In der zuletzt vorhandenen Form wurde er 1982 errichtet und dafür eine Grünanlage mit Teich aufgegeben.
Bereits 1997 wurde mit ersten Planungen für einen neuen Busbahnhof begonnen. Doch erst im Juli 2010 begannen die Arbeiten am neuen Standort neben dem Bahnhofsvorplatz. Sanierungen bis zu diesem Zeitpunkt brachten zwar ein neues Informationssystem, aber einen Mangel an Unterstellmöglichkeiten. Das alte Informations- und Sozialgebäude befand sich zudem am Rande des Busbahnhofs. Der erste Spatenstich erfolgte am 27. Juli 2010. Der neue ZOB sollte ursprünglich knapp 2,4 Millionen Euro kosten und 2011 fertig sein. Die Rohbauarbeiten für das Multifunktionsgebäude und das Bogendach mussten jedoch Anfang 2011 neu ausgeschrieben und dabei in kleinere Lose aufgeteilt werden. Auch wurde das eigene Datenkabel der Verkehrsbetriebe für Internet und Telefon nicht bei der Planung berücksichtigt und die Verlegung erst nachträglich beauftragt. Zudem kam es nach der Fertigstellung im Januar 2012 zwischen dem Bauherrn (Stadt Greifswald) und dem Pächter des ZOBs (Stadtwerke Greifswald) zum Streit um die Verkehrssicherungspflicht.
Letztlich wurde der neue ZOB am 15. Februar 2013 eröffnet. Die Gesamtbausumme hatte sich auf 2,662 Millionen Euro erhöht.
Ab Juli 2013 wurde der alte Busbahnhof zurückgebaut. Vorerst entstand an der Stelle eine Grünanlage mit zwei asphaltierten Wegen. Ab 2015 wurde das Gelände umfassend umgestaltet. Die 4.400 Quadratmeter große Fläche wurde dabei durch einen umlaufenden Gehweg in die Wallanlagen integriert. Laut einer Pressemitteilung der Stadt ist das langfristige Ziel, „den Wallgrund als Zugang zur Innenstadt entsprechend der historischen städtebaulichen Gestaltung wiederherzustellen“.

## Anlage
Das Herzstück der Anlage des neuen ZOB ist die Mobilitätszentrale – ein modernes Sozial- und Informationsgebäude. Darin befindet sich neben Informationsmaterial und Einrichtungen für die Busfahrer ein Fahrkartenverkauf und ein Warteraum – der allerdings außerhalb der Öffnungszeit des Fahrkartenverkaufs (6 bis 18 Uhr) geschlossen ist. Der neue ZOB verfügt über einen überdachten Mittelbau mit insgesamt acht Haltestellen, von denen drei dem Stadtbusverkehr vorbehalten sind. Die fünf weiteren Haltestellen sind für den Regionalbusverkehr vorgesehen und werden vom Fernbusverkehr mitgenutzt. Alle Bussteige sind mit Dynamischen Fahrgastinformationsanlagen ausgestattet. Für Busse, deren Aufenthalt am ZOB Greifswald länger als 20 Minuten beträgt, schließt sich an die Mobilitätszentrale in Richtung Karl-Marx-Platz eine Abstellmöglichkeit an.

## Bedienung

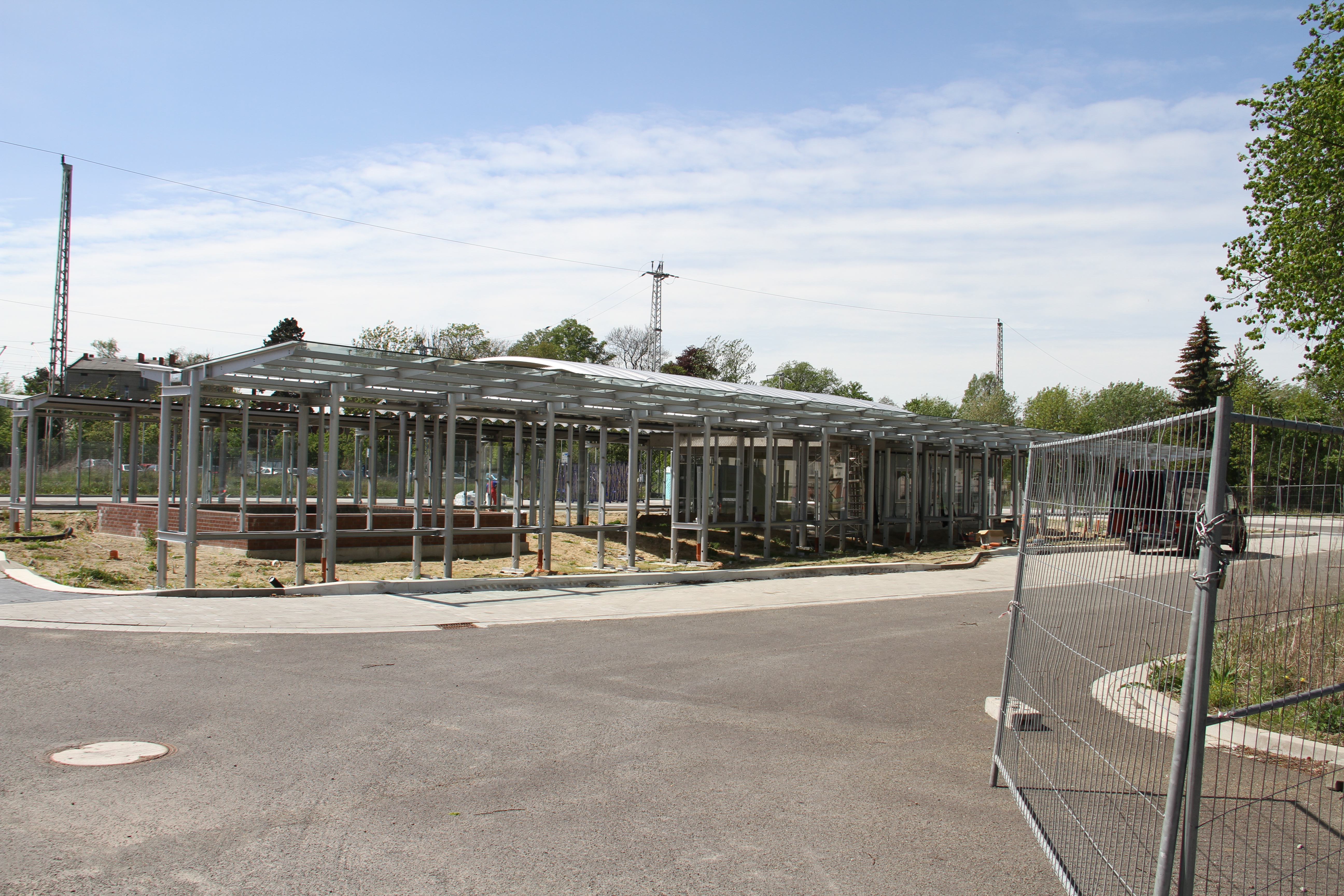
Im Rohbau fertiggestellter Busbahnhof im Jahr 2012

| Verkehrsunternehmen           | Verbundsystem | Verkehrsart                          |
| ----------------------------- | ------------- | ------------------------------------ |
| Anklamer Verkehrsgesellschaft |               | Regionalbus                          |
| KVG                           | VGN           | Regionalbus                          |
| MVVG                          |               | Regionalbus                          |
| Verkehrsbetrieb Greifswald    |               | Stadtbus, Flughafenshuttle (Rostock) |
| VBG-L                         |               | Regionalbus                          |
| VVG                           |               | Regionalbus                          |
| Usedomer Bäderbahn (UBB)      |               | Fernbus                              |
| Flixbus                       | Flixbus       | Fernbus                              |